# Збігнєв Раубо
Збігнєв Раубо (пол. Zbigniew Raubo, 10 лютого 1957) — польський боксер.

## Аматорська кар'єра
- За час кар'єри був багаторазовим чемпіоном Польщі.
- На чемпіонаті світу 1978 в категорії до 48 кг програв у першому бою.
- На чемпіонаті Європи 1983 в категорії до 51 кг програв у першому бою.
- 1984 року взяв участь у змаганнях Дружба-84 спортсменів з соціалістичних країн, які бойкотували Олімпійські ігри 1984. В турнірі переміг Ньямагуїн Нарантуя (Монголія) і Яноша Вараді (Угорщина), програв у фіналі Педро Орландо Реєсу (Куба) і зайняв друге місце.